# Golkonda-Verlag
Der Golkonda-Verlag ist ein am 1. Januar 2010 von Hannes Riffel in Berlin gegründeter Verlag. Sein Name bezieht sich auf einen Klassiker der phantastischen, sowjetischen Literatur, den Roman Atomvulkan Golkonda der Brüder Strugazki. Am 1. April 2017 wurde er von Verleger Christian Strasser übernommen und als Teil des Europa Verlags mit Sitz in München weitergeführt.

## Verlagsprogramm
Die Programmauswahl bestand zunächst aus einer Mischung der Vorlieben aller am Verlag Beteiligten, wobei berücksichtigt wurde, ob die Titel in das Gesamtprogramm passten.
Mit Übernahme durch den Europa-Verlag wurde das Verlagsprogramm von Michael Görden gestaltet, nach knapp zwei Jahren übernahm im Frühjahr 2019 Melanie Wylutzki die Rolle der Programmleitung. Im weiteren Verlauf des Jahres 2019 war der Verlag von der Insolvenz in Eigenverwaltung des Europa-Verlags betroffen, die im gleichen Jahr erfolgreich abgeschlossen wurde und zu einer Restrukturierung führte. Seitdem ist der Golkonda-Verlag keine eigenständige GmbH mehr, sondern eine Marke innerhalb der neu gegründeten Europa Verlage GmbH.

### Literarische Schwerpunkte
Schwerpunkt des Verlagsprogramms ist die Phantastische Literatur mit Autoren wie Arkadi und Boris Strugazki, Hal Duncan und Tade Thompson und Science-Fiction mit Autoren wie David Marusek, Ted Chiang, Kim Ho-Yeon und Paolo Bacigalupi sowie Horrorliteratur und Kriminalromane. Kommerziellen Erfolg hat der Verlag mit Werken des Texaners Joe R. Lansdale und Erst- und Neuausgaben der Captain-Future-Romane und -Storys von Edmond Hamilton. Daneben werden hier Romane der Berliner Autoren Frank Böhmert und Tobias O. Meißner veröffentlicht.

### Auflagen, E-Books und Newsletter
Daneben hat der Verlag E-Books im Programm. Die Auflagenhöhe der Erstausgaben der Taschenbücher liegt bei 200 bis 3000 Exemplaren.

### Verlegte Autoren
- Tade Thompson
- Ted Chiang
- Kim Ho-Yeon
- George R. R. Martin
- H. P. Lovecraft
- Joe R. Lansdale
- Danbi Eo
- Arthur M. Lahn
- Ursula K. Le Guin
- S. T. Joshi
- David Marusek
- Paolo Bacigalupi
- Robert Bloch
- Frank Böhmert
- Poppy Z. Brite & Christa Faust
- Edgar Cantero
- Samuel R. Delany
- Hal Duncan
- Jenna Glass
- Angélica Gorodischer
- Thore D. Hansen
- Edmond Hamilton
- Otmar Jenner
- Edward Bellamy
- Laird Barron
- Michael Marrak
- John Crowley
- Russel D McLean
- Tobias O. Meißner
- China Miéville
- Mike Mignola
- Bina Shah
- Robert Silverberg
- Barbara Slawig
- Arkadi und Boris Strugazki
- Karl Edward Wagner
- Jo Walton
- Simon Weinert
- Thomas Ziegler
- Thomas Carlyle
- Kij Johnson
- Farah Mendlesohn
- William Morris
- K. J. Parker
- Lee Mi-ye

### Imprint Memoranda
Von 2015 bis 2019 gehörte der Memoranda Verlag als Imprint zu Golkonda. Im Januar 2020 trennte sich Memoranda vom Golkonda-Verlag und wird seitdem von Verleger Hardy Kettlitz als eigenständiger Verlag geführt.

## Auszeichnungen
- 2020: Kurd-Laßwitz-Preis für die beste Übersetzung (Andreas Fliedner – China Miéville: Die letzten Tage von Neu-Paris)
- 2016: Kurd-Laßwitz-Preis: Sonderpreis für einmalige herausragende Leistungen im Bereich der deutschsprachigen SF, für die Fortführung der sekundärliterarischen Institution Das Science Fiction Jahr.
- 2014: Kurd-Laßwitz-Preis als bestes ausländisches Werk, für Jo Walton: In einer anderen Welt.
- 2013: Kurd-Laßwitz-Preis als bestes ausländisches Werk, für Ted Chiang: Die Hölle ist die Abwesenheit Gottes.
- 2013: Kurd-Laßwitz-Preis für die beste Übersetzung (Birgit Herden, Dorothea Kallfass und Hannes Riffel – Paolo Bacigalupi: Der Spieler.)
- 2012: Kurd-Laßwitz-Preis für die beste Übersetzung (Jasper Nicolaisen und Jakob Schmidt – David Marusek: Wir waren außer uns vor Glück.)